# Азаматовское (сельское поселение)
Азаматовское — упразднённое муниципальное образование со статусом сельского поселения в составе Алнашского района Удмуртии.
Административный центр — деревня Азаматово.
Образовано в 2004 году в результате реформы местного самоуправления, предшественник — Азаматовский сельсовет.
Законом Удмуртской Республики от 23 апреля 2021 года № 27-РЗ к 9 мая 2021 года упразднено в связи с преобразованием муниципального района в муниципальный округ.

## Географические положение
Находится на востоке района, граничит:
- на севере с Республикой Татарстан
- на востоке с Варзи-Ятчинскским сельским поселением
- на юге с Кузебаевским сельским поселением
- на западе с Ромашкинским сельским поселением

Общая площадь поселения — 7927 гектар, из них сельхозугодья — 7070 гектар.

## История
В результате укрупнений 1924 года, в составе Алнашской волости Можгинского уезда, образован укрупнённый Азаматовский сельсовет.

## Население
| 2008  | 2010  | 2012  | 2013  | 2014  | 2015  |
| ----- | ----- | ----- | ----- | ----- | ----- |
| 1624  | ↘1397 | ↘1353 | ↘1325 | ↗1327 | ↘1260 |
| 2016  | 2017  | 2018  | 2019  | 2020  | 2021  |
| ↘1250 | ↘1214 | ↘1187 | ↘1154 | ↘1126 | ↗1366 |

## Населённые пункты
| Название                           | Статус населённого пункта | Население 2008 год | Почтовый индекс | ОКАТО          |
| ---------------------------------- | ------------------------- | ------------------ | --------------- | -------------- |
| Азаматово (административный центр) | деревня                   | 397                | 427893          | 94 202 810 001 |
| Вязовка                            | деревня                   | 64                 | 427893          | 94 202 810 003 |
| Выль Шудья                         | деревня                   | 10                 | 427893          | 94 202 810 007 |
| Ключёвка                           | деревня                   | 2                  | 427893          | 94 202 810 008 |
| Кузюмово                           | деревня                   | 468                | 427894          | 94 202 810 009 |
| Медведка                           | деревня                   | 5                  | 427893          | 94 202 810 004 |
| Сосновка                           | деревня                   | 50                 | 427893          | 94 202 810 006 |
| Холодный Ключ                      | деревня                   | 5                  | 427893          | 94 202 810 005 |
| Чемошур-Куюк                       | деревня                   | 390                | 427894          | 94 202 810 010 |
| Шайтаново                          | деревня                   | 227                | 427893          | 94 202 810 002 |